# Ceratostrotia melanchchlaena
Ceratostrotia melanchchlaena är en fjärilsart som beskrevs av Swinhoe 1891. Ceratostrotia melanchchlaena ingår i släktet Ceratostrotia och familjen nattflyn. Inga underarter finns listade i Catalogue of Life.